# Irlanda del Norte en los Juegos de la Mancomunidad
Irlanda del Norte ha competido en dieciocho de los veinte Juegos de la Mancomunidad comenzando con los segundos juegos, celebrados en 1934. Irlanda del Norte no compitió en 1930 (cuando había un solo equipo de Irlanda) y en 1950. Se diferencia de los Juegos Olímpicos donde, aunque compite oficialmente con Inglaterra, Escocia y Gales como parte de Gran Bretaña e Irlanda del Norte, muchos atletas han representado al equipo de Irlanda.
La participación de Irlanda del Norte en los Juegos de la Mancomunidad está gestionada por un organismo conocido como el Northern Ireland Commonwealth Games Council.

## Medallero
| Sede  | Medalla de oro   | Medalla de plata | Medalla de bronce | Total            |
| ----- | ---------------- | ---------------- | ----------------- | ---------------- |
| 1930  | Parte de Irlanda | Parte de Irlanda | Parte de Irlanda  | Parte de Irlanda |
| 1934  | 0                | 1                | 2                 | 3                |
| 1938  | 0                | 0                | 0                 | 0                |
| 1950  | No participó     | No participó     | No participó      | No participó     |
| 1954  | 2                | 1                | 0                 | 3                |
| 1958  | 1                | 1                | 3                 | 5                |
| 1962  | 0                | 0                | 1                 | 1                |
| 1966  | 1                | 3                | 3                 | 7                |
| 1970  | 3                | 1                | 5                 | 9                |
| 1974  | 3                | 1                | 2                 | 6                |
| 1978  | 2                | 1                | 2                 | 5                |
| 1982  | 0                | 3                | 3                 | 6                |
| 1986  | 2                | 4                | 9                 | 15               |
| 1990  | 1                | 3                | 5                 | 9                |
| 1994  | 5                | 3                | 2                 | 10               |
| 1998  | 2                | 1                | 1                 | 4                |
| 2002  | 2                | 2                | 1                 | 5                |
| 2006  | 0                | 2                | 0                 | 2                |
| 2010  | 3                | 3                | 4                 | 10               |
| 2014  | 2                | 3                | 7                 | 12               |
| 2018  | 1                | 7                | 4                 | 12               |
| 2022  | Por determinar   | Por determinar   | Por determinar    | Por determinar   |
| Total | 30               | 39               | 55                | 124              |

## Bandera e himno
En los juegos, el equipo de Irlanda del Norte usa la bandera del antiguo Gobierno de Irlanda del Norte, la Bandera del Úlster, como bandera nacional. Esta bandera también es utilizada por la selección de fútbol de Irlanda del Norte.
El equipo utiliza "Londonderry Air" como himno de la victoria.
El logotipo del equipo, y del Consejo de los Juegos de la Commonwealth de Irlanda del Norte, presenta la Mano Roja de Úlster, un emblema tradicional de la provincia de Úlster de la que Irlanda del Norte forma parte.